# 1168年
| 千纪： | 2千纪 |
| 世纪： | 11世纪 \| 12世纪 \| 13世纪                                                                                         |
| 年代： | 1130年代 \| 1140年代 \| 1150年代 \| 1160年代 \| 1170年代 \| 1180年代 \| 1190年代                                   |
| 年份： | 1163年 \| 1164年 \| 1165年 \| 1166年 \| 1167年 \| 1168年 \| 1169年 \| 1170年 \| 1171年 \| 1172年 \| 1173年         |
| 纪年： | 戊子年（鼠年）；西夏天盛二十年；金大定八年；西辽崇福五年；南宋道四年；大理建德五年；越南政隆寳應六年；日本仁安三年 |

## 出生
- 宋寧宗趙擴
- 金衛紹王完顏永濟
- 金章宗完顏璟